# Shahrestān di Chaldoran
Lo shahrestān di Chaldoran (in persiano شهرستان چالدران‎), chiamato anche shahrestān di Seyah Cheshmah o Seyahchesmeh, è uno dei 17 shahrestān dell'Azerbaigian Occidentale, in Iran. Il capoluogo è Seyah Cheshmah. Il nome "Chaldoran" viene dalle parole iraniane Char dêran che letteralmente significano quattro templi.
La popolazione è azera e curda di dialetto Kurmanji, in passato c'erano molti armeni di religione cristiana.

## Storia
Chaldoran è il luogo della storica battaglia di Cialdiran che ebbe luogo nel 1514 tra l'armata ottomana del sultano Selim I e quella safavide dello Shah Ismail I.

## Amministrazione

### Circoscrizione
Lo shahrestān è suddiviso in 2 circoscrizioni (bakhsh): 
- Centrale (بخش مرکزی)
- Deshtek (بخش دشتک)

### Città
Le città presenti nello shahrestān sono: 
- Siah Cheshmeh
- Avajiq

## Cultura
La più importante attrazione turistica della zona è l'antico monastero armeno di San Taddeo, conosciuto anche come Ghareh kelise o Qareh Kalisa, che fa parte dei patrimoni dell'umanità dell'UNESCO.